# Magehorn
Das Magehorn ist ein 2622 m ü. M. hoher Berg in der Schweiz im Kanton Wallis. Der Berg gehört zu den Walliser Alpen und bildet die westliche Flanke des Simplonpasses. Das Magehorn liegt 7,5 km nördlich des Fletschhorns und gehört zur Weissmiesgruppe. Diese bildet einen Abschnitt der Rhône-Po-Wasserscheide.

## Erreichbarkeit
Das Magehorn kann zum Beispiel vom Simplonpass über den Bistinepass in einer rund dreistündigen, einfachen Wanderung erreicht werden. Der Bistinepass liegt an der Nordflanke des Magehorns.

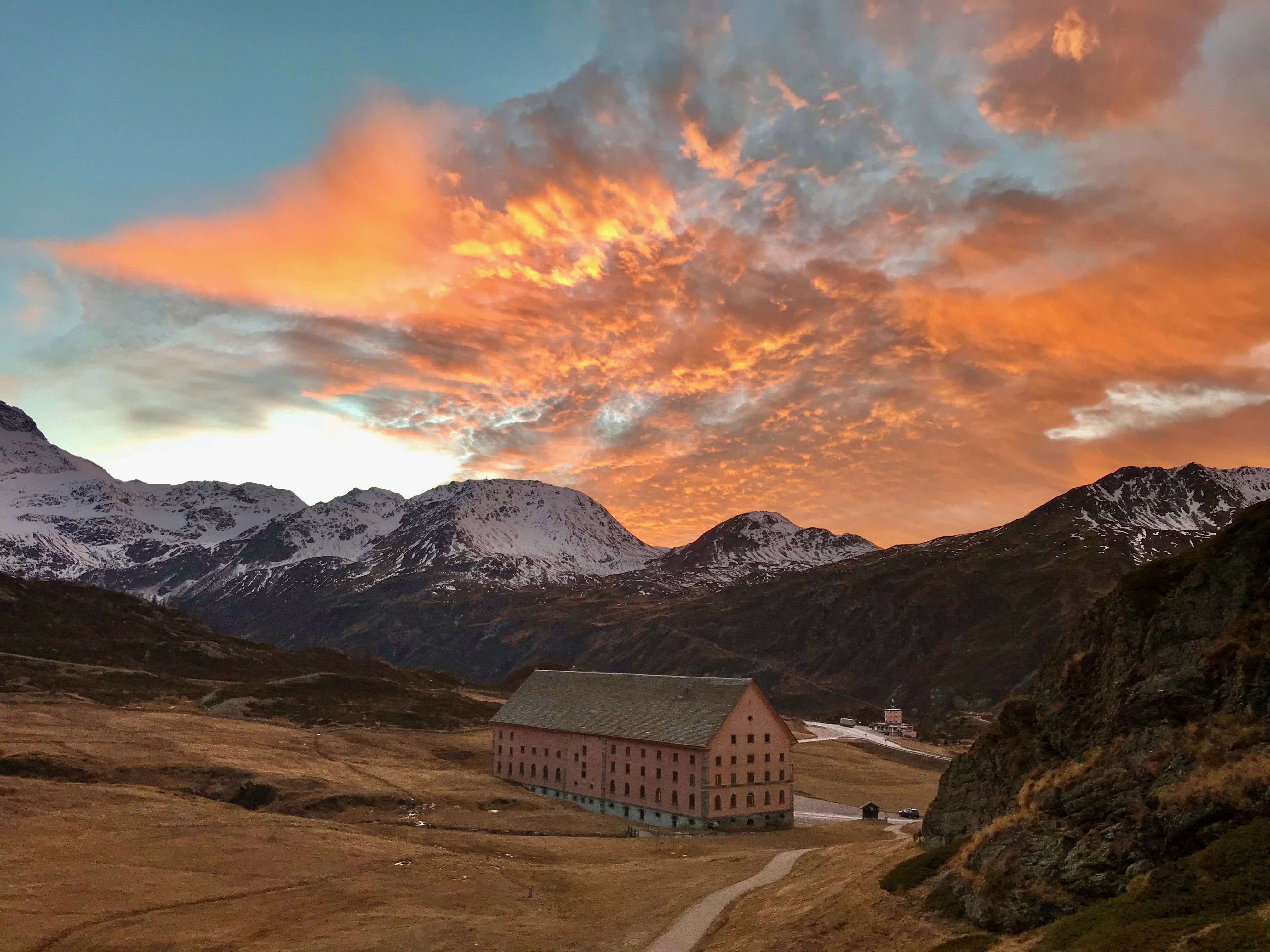
Magehorn (über der rechten Hausecke) bei Sonnenuntergang